# Góra Tabor
Góra Tabor (hebr. הר תבור Har Tawor, arab. جبل الطور Dżabal at-Tur, Wysoka Góra) – góra położona we wschodnim krańcu doliny Jezreel w Dolnej Galilei na północy Izraela. Wznosi się na wysokość 588 metrów n.p.m. Obszar góry jest zalesiony i chroniony przez Park Narodowy Góry Tabor.
W tradycji chrześcijańskiej jest to miejsce Przemienienia Jezusa Chrystusa i z tego powodu czasami nazywana Górą Przemienienia Pańskiego. Na szczycie znajduje się bazylika Przemienienia Pańskiego oraz monaster Przemienienia Pańskiego.

## Położenie

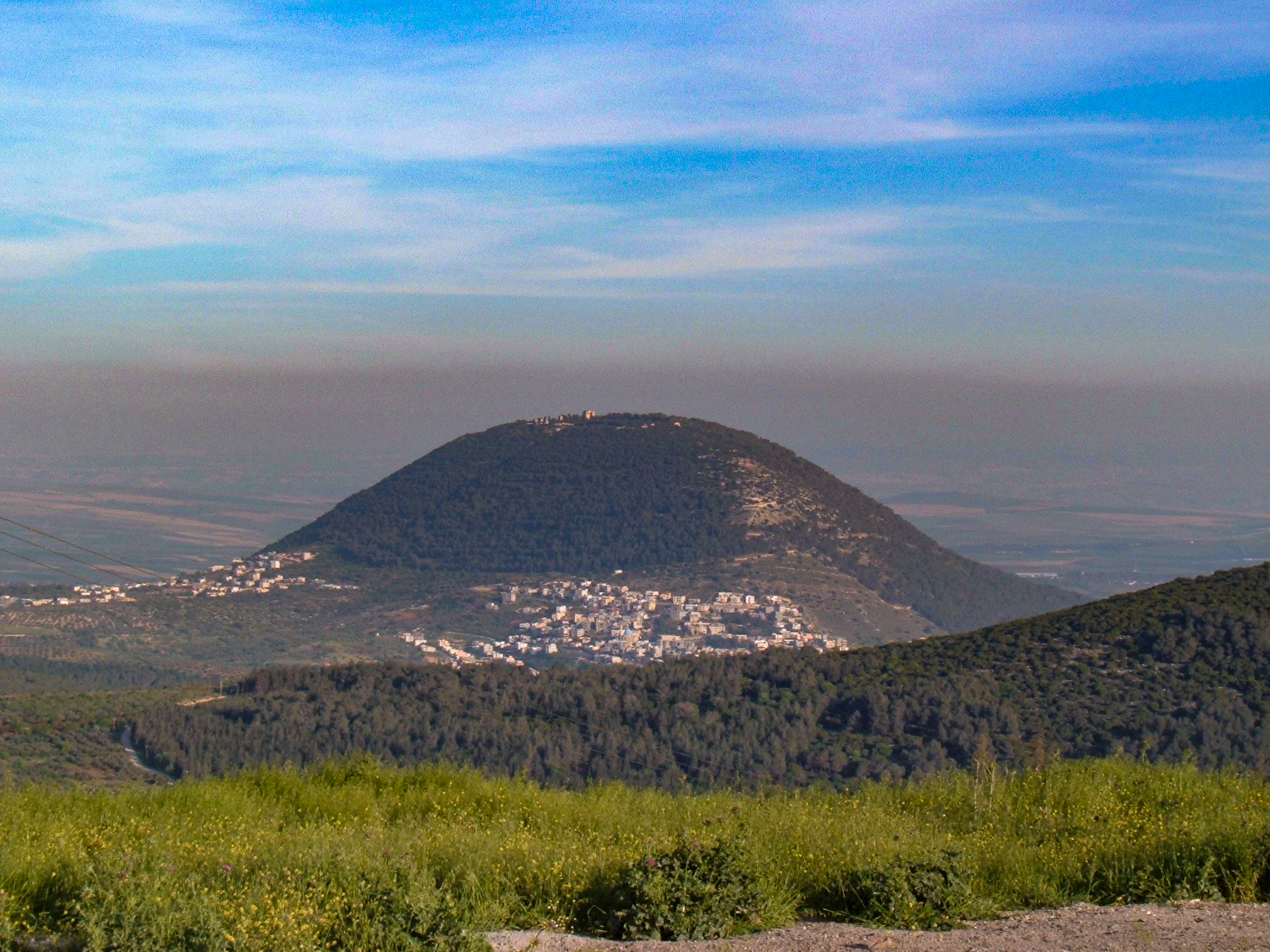
Widok na górę Tabor

Tabor jest samotnym wzniesieniem wznoszącym się na wysokość 588 metrów n.p.m. (atlas „Survey of Israel” podaje wysokość 562 m n.p.m.). Jest ona położona we wschodnim krańcu doliny Jezreel w Dolnej Galilei. U podnóża góry znajdują się miejscowości Dabburijja, Szibli-Umm al-Ganam i Kefar Tawor w poddystrykcie Jezreel, w Dystrykcie Północnym Izraela.

## Środowisko naturalne
W sąsiedztwie Taboru, po stronie północno-zachodniej wznosi się masyw wzgórz Hare Nacerat (wysokość dochodząca do 400 metrów n.p.m.), której północno-wschodni kraniec stanowi góra Debory (431 m n.p.m.). Po stronie wschodniej rozciąga się pofałdowany płaskowyż Wyżyny Sirin (200 m n.p.m.), za którym teren opada do depresji Rowu Jordanu. Po stronie południowej Taboru przepływa strumień Nachal Tawor, który odprowadza wodę do położonej na wschodzie rzeki Jordan. Po południowej stronie strumienia Tawor rozciąga się pagórkowaty płaskowyż Ramot Jissachar (wysokość do ok. 200 m n.p.m.).
W odległości 4 km na południowym zachodzie wznosi się góra Giwat ha-More (515 m n.p.m.). Natomiast po stronie zachodniej teren opada do intensywnie eksploatowanej rolniczo Doliny Jezreel.

### Geologia
Mimo bliskości masywu górskiego Hare Nacerat Tabor stanowi odrębną formację geologiczną. Wbrew niektórym przypuszczeniom, że jest to góra pochodzenia wulkanicznego; w rzeczywistości jest to ostaniec, czyli wzniesienie powstałe w wyniku procesów wietrzenia i erozji terenów przyległych. Tutejsze skały składają się w większości z wapienia, dolomitów i kredy z okresu późnej kredy. Taka budowa geologiczna północno-zachodnich zboczy góry sprzyjała powstawaniu naturalnych jaskiń. Natomiast na północno-wschodnich zboczach występują skały bazaltowe (prawdopodobnie pochodzą z zastygłej lawy z wygasłego wulkanu Rogi Hittinu). Przypuszcza się, że góra Tabor powstała w wyniku aktywności tektonicznej. Przemieszczanie się płyt tektonicznych położonych na krawędziach Wielkiego Rowu Afrykańskiego wypiętrzyło wzgórza Galilei. Wynikiem tego było powstanie wyniesionych do góry obszarów. Zakłada się, że właśnie w ten sposób mogło nastąpić wypiętrzenie się góry Tabor. Jej dalsze kształtowanie było wynikiem wspomnianych wcześniej procesów wietrzenia i erozji.

### Wody
W obszarze Taboru występuje kilka źródeł wody, jednak większość strumieni przepływa u jej podnóży. Po stronie zachodniej i południowej przepływa strumień Tawor, natomiast po stronie wschodniej strumień ha-Sziwa. Oba strumienie łączą się z sobą po stronie południowo-wschodniej. Większość wody wykorzystywanej przez ludzi mieszkających w obszarze góry Tabor pochodziła z opadów atmosferycznych. Wielkość opadów wynosi średnio 600–700 mm rocznie. Tutejsze domy były budowane z miejscowego piaskowca. W dachach domów konstruowano kanały odprowadzające wodę deszczową do cystern. Ich pozostałości można odnaleźć w tutejszej okolicy.

### Przyroda

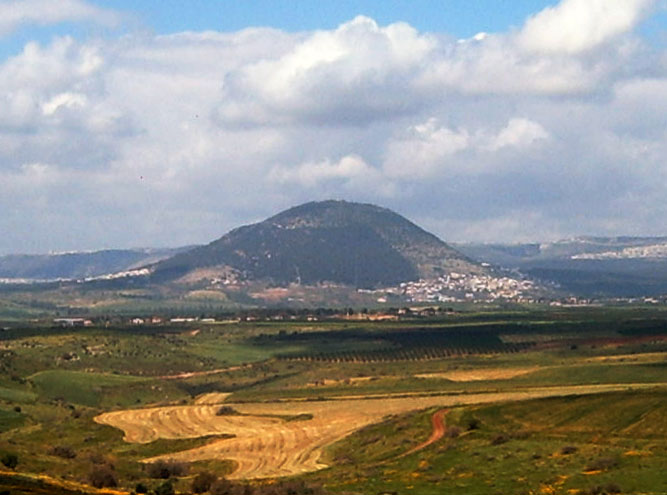
Samotna góra Tabor

Górska rzeźba terenu ochroniła tutejszą roślinność przed działalnością człowieka aż do początku XX wieku. Góra była całkowicie porośnięta lasem aż do końca czasów panowania tureckiego. Podczas I wojny światowej większość drzew wycięto na potrzeby budowanej w Dolinie Jezreel odnogi linii kolejowej Hidżaz prowadzącej do Hajfy. Po 1948 roku, staraniem Żydowskiego Funduszu Narodowego rozpoczęto przywracanie naturalnej roślinności góry Tabor. Tutejsza flora należy do najbogatszych w kraju. Podstawę stanowi roślinność twardolistna, która stanowi większość flory lasu śródziemnomorskiego w skład którego wchodzą sosny, chleby świętojańskie, dęby i głożyny. Podłoże wypełniają kapary cierniste, jęczmień zwyczajny, oraz liczne trawy, mchy i rośliny ruderalne. W gajach występują migdałowce i drzewa oliwne. Z kwiatów występują między innymi krokusy, zawilce, cyklameny, szafrany i mandragory lekarskie. Również tutejsza fauna jest niezwykle interesująca. W lasach rosnących na zboczach góry Tabor występują dziki, hieny, szakale i lisy. Do końca XIX wieku występowały jeszcze niedźwiedzie i lamparty, jednak wymarły. W rejonie góry można także spotkać płomykówki, garrulusy i kosy. W celu ochrony tego unikalnego miejsca utworzono Park Narodowy Góry Tabor.

## Historia

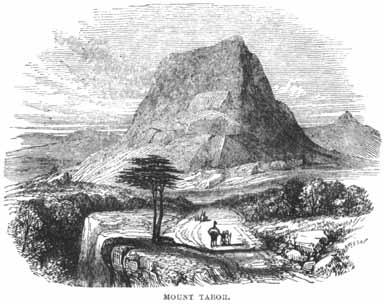
Góra Tabor na rycinie z 1851

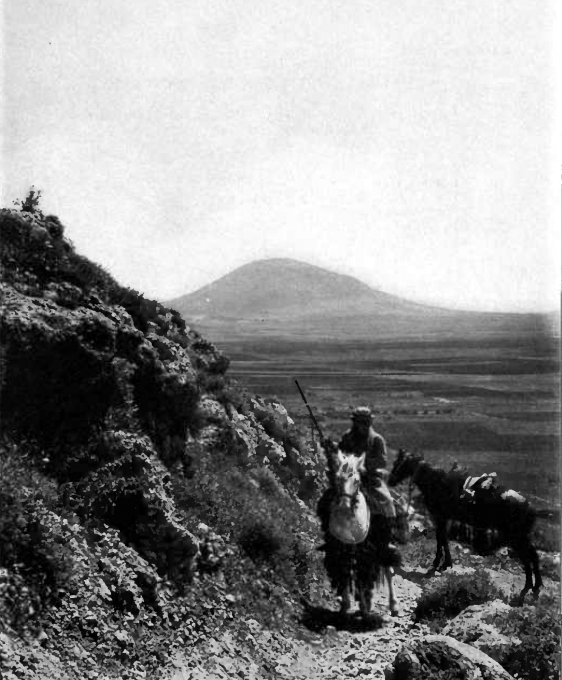
Góra Tabor w 1912

Od starożytności u podnóża Taboru krzyżowały się ważne szlaki handlowe. Od wybrzeża, przez dolinę Jezreel w kierunku północnym do Damaszku prowadziła droga Via Maris. Osobny szlak handlowy odchodził stąd w kierunku południowo-wschodnim do Doliny Bet Sze’an. Takie położenie czyniło z góry Tabor niezwykle ważny strategicznie punkt, czego skutkiem były liczne wojny toczone w tej okolicy na przestrzeni wieków. Po podboju Kanaanu przez Żydów (II poł. XIII wieku p.n.e.) w pobliżu Taboru przebiegała granica oddzielająca tereny trzech pokoleń – po stronie zachodniej były ziemie Zabulona, na wschodzie Issachara i na północy Naftalego. Następnie jest wspominana w wypowiedzi prorokini Debory, która zachęcała Baraka do walki przeciw Siserze, dowódcy armii kananejskiego króla Jabina. Górę Tabor wymienia także prorok Samuel w swojej mowie do króla Saula. Odnoszą się do niej także prorocy Jeremiasz, Ozeasz oraz Księga Psalmów. W późniejszych czasach szczyt góry był wielokrotnie wykorzystywany jako ufortyfikowane miejsce obronne. Żydowski historyk Józef Flawiusz opisał w swoim dziele „Wojna żydowska”, że król Judei Aleksander został tutaj pokonany w 48 roku p.n.e. przez wojska rzymskie dowodzone przez Aulusa Gabiniusa. W bitwie zginęło 10 tys. żydowskich wojowników, a sam Aleksander został schwytany i stracony.
Według chrześcijańskiej tradycji góra Tabor była miejscem Przemienienia Jezusa Chrystusa (trzej apostołowie ujrzeli tu swego mistrza rozmawiającego z Mojżeszem i Eliaszem) i z tego powodu czasami jest nazywana Górą Przemienienia Pańskiego, jednak żadna z Ewangelii nie wymienia nazwy góry bezpośrednio. W następnych latach góra zapisała się niezwykle tragicznie w historii narodu wybranego. Podczas wojny żydowsko-rzymskiej (lata 66–73) góra Tabor była jednym z ufortyfikowanych żydowskich miejsc obronnych w Galilei. Twierdzę zdobyli Rzymianie fortelem. Wespazjan wysłał w 67 roku oddział 600 jeźdźców dowodzonych przez Fltzidosa. Zdawał on sobie sprawę, że przy pomocy jazdy nie jest w stanie zdobyć górzystej twierdzy, dlatego poprosił obrońców o rozmowę. Żydzi zeszli z góry rzekomo na negocjacje, jednak w rzeczywistości planowali zaatakować Rzymian. Ci jednak, uprzedzili atak szybką ucieczką w górską dolinę, po czym zawrócili i zaskoczyli obrońców niespodziewaną szarżą. Pozostali na górze Tabor obrońcy utrzymywali się jeszcze przez 40 dni, jednak z powodu osłabienia i braku wody poddali się. Po zburzeniu w 70 roku Świątyni Jerozolimskiej na górze Tabor utrzymywała się niewielka społeczność żydowska. Tutejsze fortyfikacje zostały całkowicie zburzone po stłumieniu Powstania Bar-Kochby (lata 132-135).
Ze względu na tradycję chrześcijańską, góra Tabor stała się w IV wieku celem pielgrzymek. Według opisów pielgrzymów, w okresie bizantyjskim w VI wieku na górze wznosiły się trzy kościoły. W okresie pierwszego panowania Arabów, w VIII wieku na górze znajdowały się już cztery kościoły i klasztor. Gdy w 1099 roku Ziemia Święta przeszła pod panowanie krzyżowców, góra Tabor znalazła się w Królestwie Jerozolimskim. W 1100 roku wzniesiono tutaj benedyktyński klasztor obronny Monastère St. Salvador. Jego głównym zadaniem było chronienie pielgrzymów przed atakami muzułmanów. Klasztor istniał aż do bitwy pod Hittin w 1187 roku, a następnie został opuszczony. W 1212 roku górę Tabor zajął sułtan Al-Adil, który nakazał wzniesienie wokół opuszczonego klasztoru silnych fortyfikacji. Mur obronny miał długość 1750 metrów i był wzmocniony dziesięcioma wieżami. W 1217 roku twierdza odparła oblężenie wojsk króla węgierskiego Andrzeja II (V wyprawa krzyżowa). Ponieważ góra była celem nieustannych ataków Templariuszy, muzułmanie zniszczyli w 1229 roku fortyfikacje i opuścili twierdzę. W 1241 roku do klasztoru powrócili chrześcijańscy mnisi. Decyzją papieża Aleksandra IV, w 1255 roku klasztor przypadł joannitom. Mieli oni zwyczaj przekształcania klasztorów i szczytów gór w obronne twierdze, jednak najwyraźniej zajęli tylko istniejące budynki klasztoru, nie odbudowując fortyfikacji. W 1263 roku górę zajął sułtan Bajbars, który nakazał całkowicie zniszczyć wszystkie zabudowania klasztorne. W 1517 roku Palestyna przeszła pod panowanie osmańskie. Za zgodą władz osmańskich w 1631 roku na górze Tabor powstał klasztor franciszkański. Podczas wyprawy Napoleona do Egiptu, 16 kwietnia 1799 roku doszło do francusko-tureckiej bitwy pod Górą Tabor, w której zdecydowanymi zwycięzcami okazali się Francuzi. W 1862 roku prawosławny patriarchat Jerozolimy wybudował tutaj klasztor i skromną cerkiew. Pod koniec XIX wieku w obszarze góry osiedliło się koczownicze plemię beduińskie. Niektórzy z jego członków zatrudniali się na początku XX wieku w powstających w pobliżu żydowskich osadach rolniczych. W wyniku I wojny światowej w 1918 roku cała Palestyna przeszła pod panowanie Brytyjczyków, którzy utworzyli w 1921 roku Brytyjski Mandat Palestyny. W latach 1921–1924 katolicy rozbudowali swój klasztor w bazylikę Przemienienia Pańskiego. W poszukiwaniu rozwiązania narastającego konfliktu izraelsko-arabskiego w dniu 29 listopada 1947 roku została przyjęta Rezolucja Zgromadzenia Ogólnego ONZ nr 181. Zakładała ona między innymi, że góra Tabor znajdzie się w granicach nowo utworzonego państwa arabskiego. Tereny położone na południe i wschód od niej miały znaleźć się w państwie żydowskim. Arabowie odrzucili tę rezolucję i dzień później doprowadzili do wybuchu wojny domowej w Mandacie Palestyny. W trakcie jej trwania rejon góry zajęły siły Arabskiej Armii Wyzwoleńczej, które paraliżowały żydowską komunikację w rejonie. Część Beduinów przyłączyło się wówczas do arabskich sił zbrojnych. Podczas I wojny izraelsko-arabskiej, izraelska Brygada Golani zdobyła w maju 1948 roku górę Tabor. Większość tutejszych Beduinów i Arabów uciekła wówczas do Transjordanii i Syrii. Pozostał tylko jeden odłam beduińskiego klanu, którego członkowie współpracowali z żydowską Haganą. Pozostali oni w Izraelu i zamieszkali w Szibli-Umm al-Ganam. Góra Tabor została uznana w 1991 roku za rezerwat przyrody i park narodowy.

## Turystyka
Góra Tabor posiada różnorodne walory turystyczne: piękną naturę, krajobrazy oraz miejsca kultu religijnego. Związek góry z religią chrześcijańską jest powodem dużego ruchu pielgrzymek, którego nasilenie występuje każdego roku w dzień święta Przemienienia Pańskiego (6 sierpnia). Na szczycie znajdują się dwa kościoły: prawosławna cerkiew proroka Eliasza z Monasterem Przemienienia Pańskiego oraz katolicka bazylika Przemienienia Pańskiego. Z ich otoczenia rozciąga się widok na całą okolicę. W obszarze góry wytyczono trzy szlaki turystyczne, które umożliwiają poznanie zboczy góry. Tutejszą przyrodę chroni Park Narodowy Góry Tabor, który zajmuje powierzchnię około 4 ha.
Na górze Tabor odbywa się jeden z najtrudniejszych w kraju bieg przełajowy Ha-Kafat Ha-Tawor. Góra jest wykorzystywana także dla potrzeb paralotniarstwa.

## Transport
Na szczyt góry prowadzi z położonej poniżej miejscowości Dabburijja, kręta droga nr 7266. Droga ta wije się 15 serpentynami, a na szczycie znajdują się dwa niewielkie parkingi przy cerkwi i bazylice. Zjeżdżając drogą nr 7266 w dół, mija się miejscowość Dabburijja i dociera do przebiegającej u podnóża góry drogi nr 65.

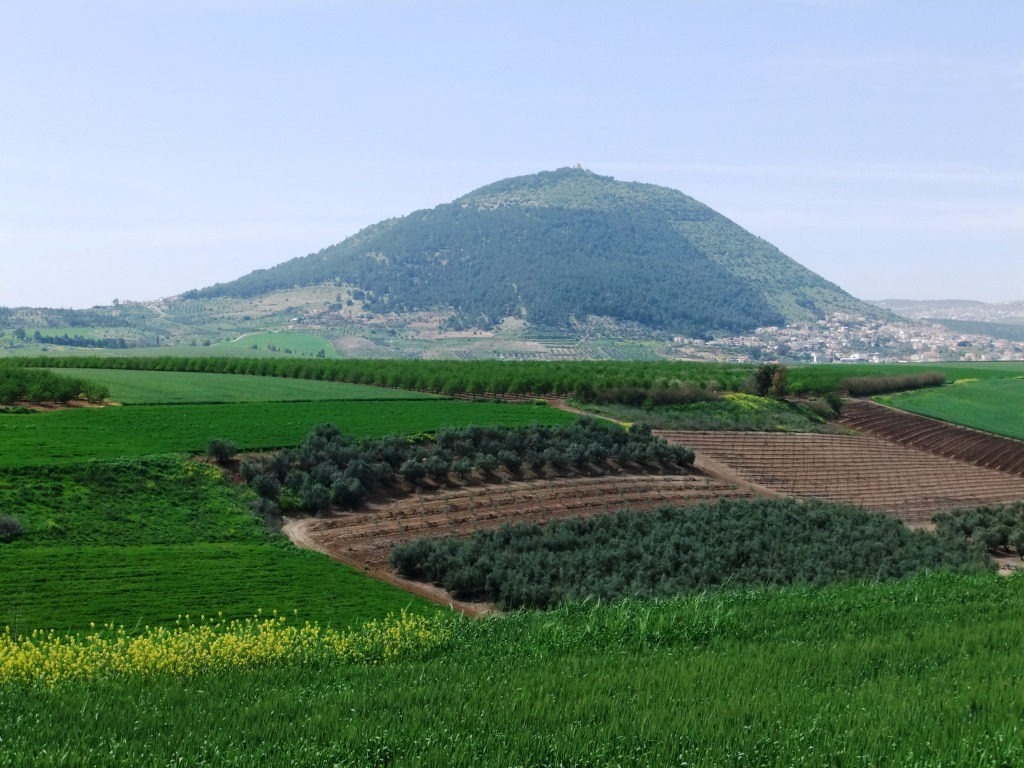
Widok na Tabor. Wyraźnie widoczny jest kompleks leśny rosnący na zboczach góry